# Obeid Al-Dosari
Obeid Al-Dosari (en árabe: عبيد الدوسري‎, nacido el 2 de octubre de 1975) es un exfutbolista saudita. Jugaba de delantero y su último club fue el Damac F.C. de Arabia Saudita.
Al-Dosari desarrolló su carrera en varios clubes, entre los que se encuentran Al Wehda y Al Ahli. Además, fue internacional absoluto por la Selección de fútbol de Arabia Saudita y disputó tanto las Copas Mundiales de la FIFA de 1998 y 2002 como los Juegos Olímpicos de 1996.

## Trayectoria

### Clubes
| Club       | País           | Año         |
| ---------- | -------------- | ----------- |
| Al Wehda   | Arabia Saudita | 1993 - 2000 |
| Al Ahli    | Arabia Saudita | 2000 - 2005 |
| Damac F.C. | Arabia Saudita | 2005 - 2007 |

### Selección nacional
| Selección | País           | Año         |
| --------- | -------------- | ----------- |
| Sub-20    | Arabia Saudita | 1993        |
| Sub-23    | Arabia Saudita | 1996        |
| Absoluta  | Arabia Saudita | 1994 - 2002 |

## Estadísticas

### Selección nacional
Fuente:
| Selección de Arabia Saudita | Selección de Arabia Saudita | Selección de Arabia Saudita |
| Año                         | Part.                       | Goles                       |
| --------------------------- | --------------------------- | --------------------------- |
| 1994                        | 5                           | 0                           |
| 1995                        | 5                           | 0                           |
| 1996                        | 14                          | 2                           |
| 1997                        | 18                          | 6                           |
| 1998                        | 18                          | 14                          |
| 1999                        | 4                           | 1                           |
| 2000                        | 10                          | 3                           |
| 2001                        | 18                          | 13                          |
| 2002                        | 2                           | 2                           |
| Total                       | 94                          | 41                          |

#### Goles internacionales
| No. | Fecha                    | Sede                   | Oponente               | Gol     | Resultado | Competición                                          |
| --- | ------------------------ | ---------------------- | ---------------------- | ------- | --------- | ---------------------------------------------------- |
| 1.  | 5 de enero de 1996       | Yeda, Arabia Saudita   | Ghana                  | 1 gol   | 1-1       | Partido amistoso                                     |
| 2.  | 3 de octubre de 1996     | Khobar, Arabia Saudita | Nueva Zelanda          | 1 gol   | 2-0       | Partido amistoso                                     |
| 3.  | 9 de marzo de 1997       | Singapur               | Indonesia              | 2 goles | 4-0       | Partido amistoso                                     |
| 4.  | 9 de marzo de 1997       | Singapur               | Indonesia              | 2 goles | 4-0       | Partido amistoso                                     |
| 5.  | 16 de marzo de 1997      | Kuala Lumpur, Malasia  | China Taipéi           | 1 gol   | 2-0       | Eliminatorias para la Copa Mundial de Fútbol de 1998 |
| 6.  | 27 de marzo de 1997      | Yeda, Arabia Saudita   | Bangladés              | 1 gol   | 3-0       | Eliminatorias para la Copa Mundial de Fútbol de 1998 |
| 7.  | 29 de marzo de 1997      | Yeda, Arabia Saudita   | Malasia                | 1 gol   | 3-0       | Eliminatorias para la Copa Mundial de Fútbol de 1998 |
| 8.  | 25 de septiembre de 1997 | Riad, Arabia Saudita   | Malí                   | 1 gol   | 5-1       | Partido amistoso                                     |
| 9.  | 11 de septiembre de 1998 | Dammam, Arabia Saudita | Tanzania               | 2 goles | 8-0       | Partido amistoso                                     |
| 10. | 11 de septiembre de 1998 | Dammam, Arabia Saudita | Tanzania               | 2 goles | 8-0       | Partido amistoso                                     |
| 11. | 14 de septiembre de 1998 | Dammam, Arabia Saudita | Sudán                  | 2 goles | 2-1       | Partido amistoso                                     |
| 12. | 14 de septiembre de 1998 | Dammam, Arabia Saudita | Sudán                  | 2 goles | 2-1       | Partido amistoso                                     |
| 13. | 17 de septiembre de 1998 | Dammam, Arabia Saudita | Senegal                | 1 gol   | 3-2       | Partido amistoso                                     |
| 14. | 27 de septiembre de 1998 | Doha, Catar            | Líbano                 | 3 goles | 4-1       | Copa Árabe 1998                                      |
| 15. | 27 de septiembre de 1998 | Doha, Catar            | Líbano                 | 3 goles | 4-1       | Copa Árabe 1998                                      |
| 16. | 27 de septiembre de 1998 | Doha, Catar            | Líbano                 | 3 goles | 4-1       | Copa Árabe 1998                                      |
| 17. | 1 de octubre de 1998     | Doha, Catar            | Catar                  | 3 goles | 3-1       | Copa Árabe 1998                                      |
| 18. | 1 de octubre de 1998     | Doha, Catar            | Catar                  | 3 goles | 3-1       | Copa Árabe 1998                                      |
| 19. | 1 de octubre de 1998     | Doha, Catar            | Catar                  | 3 goles | 3-1       | Copa Árabe 1998                                      |
| 20. | 30 de octubre de 1998    | Manama, Baréin         | Kuwait                 | 2 goles | 2-1       | Copa de Naciones del Golfo de 1998                   |
| 21. | 30 de octubre de 1998    | Manama, Baréin         | Kuwait                 | 2 goles | 2-1       | Copa de Naciones del Golfo de 1998                   |
| 22. | 5 de noviembre de 1998   | Manama, Baréin         | Omán                   | 1 gol   | 1-0       | Copa de Naciones del Golfo de 1998                   |
| 23. | 18 de junio de 1999      | Abha, Arabia Saudita   | Jordania               | 1 gol   | 2-0       | Partido amistoso                                     |
| 24. | 25 de septiembre de 2000 | Riad, Arabia Saudita   | Siria                  | 2 goles | 3-0       | Partido amistoso                                     |
| 25. | 25 de septiembre de 2000 | Riad, Arabia Saudita   | Siria                  | 2 goles | 3-0       | Partido amistoso                                     |
| 26. | 28 de septiembre de 2000 | Riad, Arabia Saudita   | Emiratos Árabes Unidos | 1 gol   | 6-1       | Partido amistoso                                     |
| 27. | 8 de febrero de 2001     | Dammam, Arabia Saudita | Mongolia               | 1 gol   | 6-0       | Eliminatorias para la Copa Mundial de Fútbol de 2002 |
| 28. | 15 de febrero de 2001    | Dammam, Arabia Saudita | Mongolia               | 2 goles | 6-0       | Eliminatorias para la Copa Mundial de Fútbol de 2002 |
| 29. | 15 de febrero de 2001    | Dammam, Arabia Saudita | Mongolia               | 2 goles | 6-0       | Eliminatorias para la Copa Mundial de Fútbol de 2002 |
| 30. | 17 de febrero de 2001    | Dammam, Arabia Saudita | Bangladés              | 2 goles | 6-0       | Eliminatorias para la Copa Mundial de Fútbol de 2002 |
| 31. | 17 de febrero de 2001    | Dammam, Arabia Saudita | Bangladés              | 2 goles | 6-0       | Eliminatorias para la Copa Mundial de Fútbol de 2002 |
| 32. | 19 de febrero de 2001    | Dammam, Arabia Saudita | Vietnam                | 1 gol   | 4-0       | Eliminatorias para la Copa Mundial de Fútbol de 2002 |
| 33. | 10 de julio de 2001      | Singapur               | Singapur               | 1 gol   | 3-0       | Partido amistoso                                     |
| 34. | 1 de agosto de 2001      | Riad, Arabia Saudita   | Macedonia del Norte    | 1 gol   | 1-1       | Partido amistoso                                     |
| 35. | 5 de agosto de 2001      | Riad, Arabia Saudita   | Catar                  | 1 gol   | 1-2       | Partido amistoso                                     |
| 36. | 17 de agosto de 2001     | Riad, Arabia Saudita   | Baréin                 | 1 gol   | 1-1       | Eliminatorias para la Copa Mundial de Fútbol de 2002 |
| 37. | 31 de agosto de 2001     | Manama, Baréin         | Irak                   | 1 gol   | 1-0       | Eliminatorias para la Copa Mundial de Fútbol de 2002 |
| 38. | 15 de septiembre de 2001 | Bangkok, Tailandia     | Tailandia              | 1 gol   | 3-1       | Eliminatorias para la Copa Mundial de Fútbol de 2002 |
| 39. | 21 de septiembre de 2001 | Manama, Baréin         | Baréin                 | 1 gol   | 4-0       | Eliminatorias para la Copa Mundial de Fútbol de 2002 |
| 40. | 27 de marzo de 2002      | Dammam, Arabia Saudita | Uruguay                | 2 goles | 3-2       | Partido amistoso                                     |
| 41. | 27 de marzo de 2002      | Dammam, Arabia Saudita | Uruguay                | 2 goles | 3-2       | Partido amistoso                                     |

#### Participaciones en fases finales
| Torneo                                     | Sede                  | Resultado        | Partidos | Goles |
| ------------------------------------------ | --------------------- | ---------------- | -------- | ----- |
| Campeonato Mundial Juvenil de la FIFA 1993 | Australia             | Primera fase     | 1        | 0     |
| Juegos Asiáticos de 1994                   | Hiroshima             | Cuartos de final | 3        | 0     |
| Copa Rey Fahd 1995                         | Arabia Saudita        | Primera fase     | 1        | 0     |
| Juegos Olímpicos de 1996                   | Atlanta               | Primera fase     | 3        | 0     |
| Copa Confederaciones 1997                  | Arabia Saudita        | Primera fase     | 1        | 0     |
| Copa Mundial de Fútbol de 1998             | Francia               | Primera fase     | 1        | 0     |
| Copa Asiática 2000                         | Líbano                | Subcampeón       | 1        | 0     |
| Copa Mundial de Fútbol de 2002             | Corea del Sur / Japón | Primera fase     | 1        | 0     |

## Palmarés

### Títulos nacionales
| Título                         | Club     | País           | Año  |
| ------------------------------ | -------- | -------------- | ---- |
| Primera División Saudita       | Al Wehda | Arabia Saudita | 1996 |
| Copa del Príncipe de la Corona | Al Ahli  | Arabia Saudita | 2002 |
| Copa Federación                | Al Ahli  | Arabia Saudita | 2001 |
| Copa Federación                | Al Ahli  | Arabia Saudita | 2002 |

### Títulos internacionales
| Título                             | Club    | Sede  | Año  |
| ---------------------------------- | ------- | ----- | ---- |
| Copa de Clubes Campeones del Golfo | Al Ahli | Riffa | 2002 |
| Liga de Campeones Árabe            | Al Ahli | Yeda  | 2002 |

(*) Incluyendo la Selección

### Distinciones individuales
| Distinción                                     | Año  |
| ---------------------------------------------- | ---- |
| Máximo goleador de la Liga Profesional Saudita | 1999 |